# Front civique unifié
Pour le parti tanzanien, voir Front civique uni.

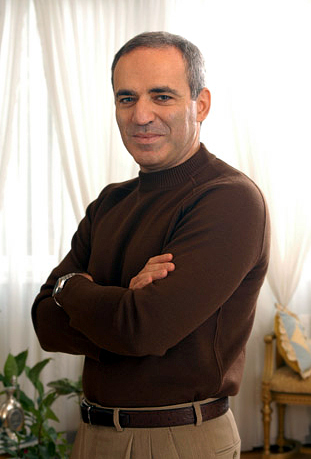
Garry Kasparov fondateur du Front Civique Unifié, 2007.

Le Front civique unifié (en russe : Объединённый Гражданский Фронт, OGF) est un mouvement social interrégional pan-russe, fondé par Garry Kasparov en juin 2005, membre de la coalition d'opposition L'Autre Russie. Il est enregistré officiellement au ministère de la Justice de la fédération de Russie depuis novembre 2006. L’OGF compte plus de 50 divisions régionales.

## Programme
Établi d'après le programme du Front civique unifié.
Le programme et les statuts ont été adoptés le 25 février 2006 lors de la IIIe conférence de l’OGF. 
- Organisation d’élections démocratiques

1. Instaurer une concurrence des programmes pré-électoraux et un principe de révocabilité et de responsabilité du pouvoir.
2. Garantir un égal accès aux médias.
3. Instaurer un système universel d’élection présidentielle mono-mandataire (abroger le système d’élection par liste des partis).

- Restauration du fédéralisme

1. Restaurer le système fédéral de l'État, actuellement mis à mal.
2. Surmonter le déséquilibre dangereux des revenus par personne entre Moscou et les autres régions.
3. Revenir à une autogestion démocratique sur place.
4. Permettre une résolution démocratique des problèmes dans les républiques nationales.

- Liquidation du système de nomenklatura

1. Modifier le système politique en limitant les pleins pouvoirs du président.
2. Liquider le système de nomenklatura des avantages et des privilèges à tous les niveaux.
3. Liquider l’administration du président, limiter l’effectif et les fonctions de la gestion des affaires du président.
4. Interdire légalement l’ingérence des services spéciaux dans la vie sociale et dans la gestion de l’État.
5. Adopter une loi sur la lustration (pratique politique limitant législativement les droits de certaines catégories de personnes).
6. Instaurer la responsabilité pénale des personnes publiques et des fonctionnaires pour enrichissement illégal, conformément à la convention de l'ONU contre la corruption, ratifiée par la fédération de Russie.

- L’État pour les citoyens et non pas les citoyens pour l’État

1. Restituer aux citoyens les anciennes obligations monétaires (disparues à la suite de la crise économique du début des années 1990 et la dévaluation du rouble).
2. Mettre en place des priorités sociales dans le budget d’État.
3. Ajouter des garanties constitutionnelles dans la sphère de l’éducation et la sécurité sociale.
4. Liquider les discrimination sociales.
5. Supprimer le service militaire, instaurer une armée professionnelle, supprimer la tendance répressive des activités des organes, chargés de faire appliquer la loi.
6. Garantir un accès égal et libre des citoyens à l'information sur l'activité et les décisions des organes du pouvoir étatique et locaux et instaurer la responsabilité personnelle des employés d'État et municipaux pour de telles décisions et actions.